# SOFA
El SOFA es el acrónimo en inglés de Sequential Organ Failure Assessment score (score SOFA). Es utilizado para seguir el estado del paciente durante su estadía en la Unidad de Cuidados Intensivos (UCI).
Es uno de entre varios sistemas de puntaje utilizados habitualmente en unidades de cuidados intensivos y brinda datos dinámicos sobre el estado del paciente a diferencia de otros como APACHE II, que solo brinda datos estáticos al momento de admisión del paciente.

## La  escala SOFA
Utiliza seis puntuaciones para medir diferentes sistemas críticos del paciente: respiratorio, cardiovascular, hepático, coagulación, renal y neurológico.
| Criterio | 0            | +1           | +2                                          | +3                                                                      | +4                                                                 |
| --- | ------------ | ------------ | ------------------------------------------- | ----------------------------------------------------------------------- | ------------------------------------------------------------------ |
| Respiración PaO2/FIO2 (mm Hg) o SaO2/FIO2 | >400         | <400 221–301 | <300 142–220                                | <200 67–141                                                             | <100 <67                                                           |
| Coagulación Plaquetas 103/mm³ | >150         | <150         | <100                                        | <50                                                                     | <20                                                                |
| Hígado Bilirrubina (mg/dL) | <1,2         | 1,2–1,9      | 2,0–5,9                                     | 6,0–11,9                                                                | >12,0                                                              |
| Cardiovascular Tensión arterial | PAM ≥70 mmHg | PAM <70 mmHg | Dopamina a <5 oDobutamina a cualquier dosis | Dopamina a dosis de 5,1-15 o Epinefrina a ≤ 0,1 o Norepinefrina a ≤ 0,1 | Dopamina a dosis de >15 o Epinefrina > 0,1 o Norepinefrina a > 0,1 |
| Sistema Nervioso Central Escala de Glasgow | 15           | 13–14        | 10–12                                       | 6–9                                                                     | <6                                                                 |
| Renal Creatinina (mg/dL) o Flujo urinario (mL/d) | <1,2         | 1,2–1,9      | 2,0–3,4                                     | 3,5–4,9 <500                                                            | >5,0 <200                                                          |
| PaO2: presión arterial de oxígeno; FIO2: fracción de oxígeno inspirado; SaO2, Saturación arterial de oxígeno periférico; PAM, presión arterial media; a). PaO2/FIO2 es relación utilizada preferentemente, pero si no está disponible usaremos la SaO2/FIO2; b). Medicamentos vasoactivos administrados durante al menos 1 hora (dopamina y norepinefrina como ug/kg/min) para mantener la PAM por encima de 65 mmHg. |              |              |                                             |                                                                         |                                                                    |

## Quick SOFA
Incluye criterios de fácil y rápido cálculo. Con 2 criterios del q-SOFA se identifica el riesgo de sepsis y se toman conductas como vigilancia estricta de constantes vitales y de parámetros de laboratorio.
| q-SOFA                              | q-SOFA                |
| ----------------------------------- | --------------------- |
| Alteración del nivel de conciencia. | Escala de Glasgow ≤14 |
| Tensión Arterial sistólica          | <100 mmHg             |
| Frecuencia respiratoria             | ≥ 22 rpm              |